# Prosenoides grandis
Prosenoides grandis är en tvåvingeart som beskrevs av Henry J. Reinhard 1954. Prosenoides grandis ingår i släktet Prosenoides och familjen parasitflugor. Inga underarter finns listade i Catalogue of Life.